# Whitechapel (Film)
Whitechapel, auch Die Flucht vor Scotland Yard, ist ein vom amerikanischen Film noir und dem italienischen Neorealismus beeinflusstes, britisches Kriminalfilmdrama aus dem Jahre 1947 von Robert Hamer mit Googie Withers und John McCallum in den Hauptrollen. Beide Darsteller heirateten bald nach Ende der Dreharbeiten. Der Film basiert auf dem Roman It Always Rains on Sunday von Arthur La Bern, dem Vorlageautor von Alfred Hitchcocks Spätwerk Frenzy.

## Handlung
Die nachfolgenden Ereignisse finden am 23. März 1947 statt, an einem Sonntag im tristen, einst von dem während der Luftschlacht um England schwer getroffenen Londoner East End. Es fällt mal wieder Regen, und alles in diesem britischen Slum ist grau in grau. Die Nachwehen des Krieges prägt diese Gegend mit seinen verarmten Unterschichtsbewohnern sehr. Überall sieht man noch Spuren deutscher Bombenabwürfe, und  Lebensmittel sind noch immer rationiert. In Coronet Grove sieht der in beengten Wohnverhältnissen mit seiner Familie lebende George Sandigate, ein biederer Mann mit Allerweltsgesicht, wie seine junge Tochter Vi in den frühen Morgenstunden aus einem Auto stürzt. In einem nahe gelegenen Kaffeestand bereiten sich drei abgerissene Typen, die Halunken Whitey, Dicey und Freddie, auf einen nicht unbedingt legalen Job vor. Als der Morgen erwacht, weckt die mit dem deutlich älteren George verheiratete, ehemalige Barfrau Rose Sandigate, eine ziemlich schrille Person und das ganze Gegenteil von Sugardaddy George, ihre ältere Tochter Doris auf, damit sie Tee aufbereitet und die Morgenzeitung holt. Die zentrale Nachricht dieses Sonntagmorgens ist, dass der Sträfling Tommy Swann aus dem Zuchthaus von Dartmoor ausgebrochen ist, wo er eine vierjährige Haftstrafe wegen bewaffneten Überfalls absitzen musste. Tommy war einst Roses Verlobter, den sie während der Arbeit in der Kneipe vor Ort kennengelernt hatte. Rose erinnert sich an ihre Zeit mit Tommy und an den Ring, den er ihr kurz vor seiner Verhaftung gab.
Trotz der für Rose aufrüttelnden Meldung wird dieser Sonntag wie jeder andere zelebriert, denn keiner ahnt, was auf die Familie heute noch zukommen wird. Wie sonst auch herrschen bereits am Frühstückstisch interfamiliäre Spannungen. Rose steht auf und begibt sich, um altes Verdunkelungsmaterial aus Kriegszeiten hochzuholen, in den ehemaligen Luftschutzkeller. Dort entdeckt sie zu ihrem großen Erstaunen Tommy, der sich hier versteckt hält. Sie verspricht ihm, zu helfen und kehrt in die Küche zurück. Unter starker innerer Spannung stehend, muss sie alles versuchen, um durch ihr Verhalten keinen Argwohn hervorzurufen oder Fragen ihrer Familie zu provozieren. Derweil laufen bei allen anderen die gängigen Sonntagsrituale ab: Sohn Alfie geht zum Spielen, George nimmt ein Bad, Doris bereitet sich auf einen Tagesausflug vor und Vi plant, den Typen von heute morgen, aus dessen Sportwagens sie geklettert war, wiederzutreffen. Als endlich freie Bahn ist, schmuggelt Rose ihren Ex-Liebhaber heimlich in die Wohnung hinauf. Hier versorgt sie ihn mit Nahrung und frischen Klamotten. Tommy bittet Rose als erstes um Geld. Als Rose ihm ihren Ring von einst anbietet, der in ihrer Schublade aufbewahrt wird, ist er dankbar. Swann kann sich jedoch nicht mehr daran erinnern, ob und wie viel Bedeutung das Schmuckstück für Rose einst besaß. Währenddessen hat sich Vi mit dem Sportwagenfahrer Morry Hyams getroffen, einem Bandleader und Besitzer eines Musikladens der Gegend, der seine Frau regelmäßig betrügt. Vi betritt seinen Laden, um der Einladung von gestern Abend nachzukommen. Doris trifft sich mit Morrys Bruder Lou in seiner Spielhalle, weist aber dessen Avancen zurück. Sie zieht ihren doch eher behäbigen, dafür aber mit einem wirklichen Job abgesicherten Freund dem windigen Lou vor. Der Sohn der Sandigate-Familie, Alfie, versucht von Musikalienhändler Morry eine Maultrommel abzupressen, da er ihn mit der kleinen Schwester Vi knutschen sah und nun droht, beide bei seinen Eltern zu verpetzen.
Die Polizei des Distrikts verfolgt derzeit zwei Fälle: Die Suche nach Swann und die Aufklärung eines Raubüberfall aus der vergangenen Nacht. Sie stoßen bei ihren Ermittlungen auf eine Reihe von kuriosen bis zweifelhaften Typen, darunter den Besitzer einer billigen Absteige, die unfähigen Kleingauner Whitey, Dicey und Freddie sowie auf Slopey Collins, den Lokalreporter. Rose wird derweil weiterhin von der Sorge getrieben, dass jemand dahinter kommen könnte, dass sich ihr Ex oben im Schlafzimmer versteckt hält. Mehrere Male wird er beinah entdeckt, erst von Vi, dann von Doris. Rose achtet wie ein Schießhund darauf, dass niemand das Schlafzimmer betritt. Als es Abend wird, verlässt George das Haus, um an einem Dart-Match teilzunehmen. Jetzt endlich könnte Tommy Swann wieder gefahrlos das Haus verlassen, wenn Rose nicht überlegen würde, ob sie nicht lieber erneut mit ihrem Ex zusammenkommen sollte. Bald geraten die Dinge in Bewegung, denn der smarte Reporter Slopey hat herausgefunden, wo sich Swann versteckt hält und geht zu den Sandigates. Alfie öffnet ihm die Tür, und als Rose ihren Jungen zurück ins Bett scheucht, hastet Swann an Slopey vorbei. Damit ist sein Versteck geplatzt. Eine Verfolgungsjagd beginnt. Die Polizei ist dem geflohenen Ausbrecher auf der Spur und kreuzt praktischerweise auch gleich die Pfade der Typen, die letzte Nacht den Raubüberfall begangen hatten, darunter auch den Mörder Whitey. Währenddessen versucht Rose in ihrer großen Verzweiflung, sich in der Küche umzubringen, in dem sie den Gasherd aufdreht. Die Polizei in Gestalt des Polizeiinspektors Detective Sergeant Fothergill stellt schließlich Swann in einem Güterbahnhof und verhaftet ihn. Der treue aber etwas einfältige George besucht seine Rose im Krankenhaus und bittet sie, alsbald zu genesen. Dann kehrt er unter klarem Himmel über die nassen Straßen Whitechapels nach Hause.

## Produktionsnotizen
Whitechapel entstand 1947 vor Ort in London und wurde am 25. November 1947 uraufgeführt. Die deutsche Premiere fand am 23. Juli 1948 statt.
Henry Cornelius übernahm die Produktionsleitung. Duncan Sutherland gestaltete die Filmbauten. Stanley Black arrangierte die Tanzmusik.

## Kritiken
Der Film wurde bei seiner Premiere 1947 von der britischen Kritik begeistert aufgenommen, wie die deutsche Neue Filmwelt 9/1948 anlässlich der deutschen Aufführung zu berichten wusste. Auch die anderen Kritiken äußerten sich durchweg positiv. Nachfolgend mehrere Beispiele:
Im Spiegel hieß es: „Mit Whitechapel, dem Londoner Stadtviertel, verbinden sich filmisch so attraktive Vorstellungen, wie Unterwelt, Diebesware, Polizei und Gangsterverfolgung. Von allem ist auch etwas drin. Zum Schluß sogar die tolle Jagd nach einem entsprungenen Zuchthäusler kreuz und quer durch einen nächtlichen und regennassen Rangierbahnhof. Aber nicht darauf kam es dem Produktionschef Michael Balcon und dem Regisseur Robert Hamer an. Die britische Filmindustrie ringt um einen neuen, unsensationellen Realismus … Sie sucht dem Alltag und seiner strengen Größe auf die Spur zu kommen, in bewußtem Gegensatz zu dem operettenhaften routinierten Schmelz Hollywoods und in der Hoffnung, die graziöse Kammerkunst der Franzosen zu erreichen. Es ist ein Filmtypus, dem Fachleute die Achtung nicht versagen können. Aber es ist nicht der letzte Schwung darin, durch den auch die künstlerisch Anspruchslosen hingerissen werden können, die Leute, die ins Kino gehen, weil es am Sonntag immer regnet.“

„Der definitive britische Film noir.“

„Lassen Sie mich das einfachste aller Komplimente abgeben und sagen, dass er [dieser Film] die Überzeugungskraft einer aufregenden, professionell erzählten Geschichte besitzt.“

Das Lexikon des Internationalen Films urteilt: „Kriminalfilm mit genauer Milieuschilderung des britisch-bürgerlichen Familienlebens im titelgebenden Londoner Vorort.“
Der Movie & Video Guide sah in dem Film „ein Mosaik an Charakteren, die in einer trostlosen Londoner Nachbarschaft ineinander verflochten sind“.
Halliwell‘s Film Guide urteilte: „Einflussreiches Slumland-Melodram, nunmehr veraltet …. aber zu seiner Zeit elektrisierend lebendig und sehr gut gemacht“.